# Hypericum japonicum
Hypericum japonicum är en johannesörtsväxtart. Hypericum japonicum ingår i släktet johannesörter, och familjen johannesörtsväxter.

## Underarter
Arten delas in i följande underarter:
- H. j. japonicum
- H. j. pseudocrispum